# École Illberg
L’école Illberg est une école primaire publique française, située à Mulhouse, qui a pour particularité de délivrer un enseignement bilingue paritaire en français et en anglais sur le modèle un maître, deux langues. Désectorisée, elle s'adresse aux enfants anglophones, à trajectoire internationale, manifestant de l'intérêt pour la langue anglaise ou ayant débuté l'apprentissage de l'anglais dans un autre pays ou territoire français et qui ne trouvent pas de continuité en Alsace. L'étendue de la scolarité couvre les classes de l'école maternelle et de l'école élémentaire, soit des enfants âgés de 2 ans et demi à 11 ans.
Il s'agit de l'unique école publique bilingue français / anglais du Haut-Rhin. Elle fait partie de la circonscription de Mulhouse 3 et complète l'offre bilingue français / allemand qui est déjà proposée par 14 écoles maternelles et élémentaires publiques mulhousiennes ainsi que par l'ABCM-Zweisprachigkeit (quartier de Dornach). L'école est labellisée Euroscol pour son engagement européen, E3D pour son action inscrite dans des exigences de développement durable et Génération 2024 pour sa dynamique sportive.

## Localisation et bâtiments
L'école est située au bord de l'Ill et jouxte le campus de l'Illberg, dans le quartier Haut-Poirier, à proximité d'espaces verts comme le parc des berges de l'Ill, le bois des Philosophes, le parcours de santé de la promenade de l'Ill ou encore la voie verte EuroVelo 6. Le quartier est fortement doté en infrastructures de premier plan. L'école est en effet à proximité immédiate des équipements suivants :
- la piscine olympique de l'Illberg ;
- la patinoire de l'Illberg ;
- le gymnase universitaire du campus de l'Illberg ;
- le centre sportif régional d'Alsace ;
- le stade de l'Ill.

Les bâtiments de l'école sont organisés autour de deux cours de récréation, une pour les classes de maternelle et une autre pour les classes élémentaires. Les entrées sont séparées. Vus du ciel, les bâtiments forment à la fois la lettre E d'« École » en l'observant en direction du sud et la lettre M de « Mulhouse » en l'observant en direction de l'est. Ces directions correspondent aux zones frontalières de la région. L'école est entièrement construite de plain-pied ce qui la rend accessible aux enfants souffrant d'un handicap moteur. En plus des salles de classe, l'école dispose de deux salles d'arts (une en élémentaire et une en maternelle), d'une salle servant de bibliothèque-centre de documentation (BCD) et d'espace numérique, de deux cuisines (une en élémentaire et une en maternelle), d'une salle de motricité, d'une salle de co-working, d'une salle commune pouvant accueillir les parents, d'un espace périscolaire, d'une salle de restauration et de deux salles de sieste pour les élèves de petite section.

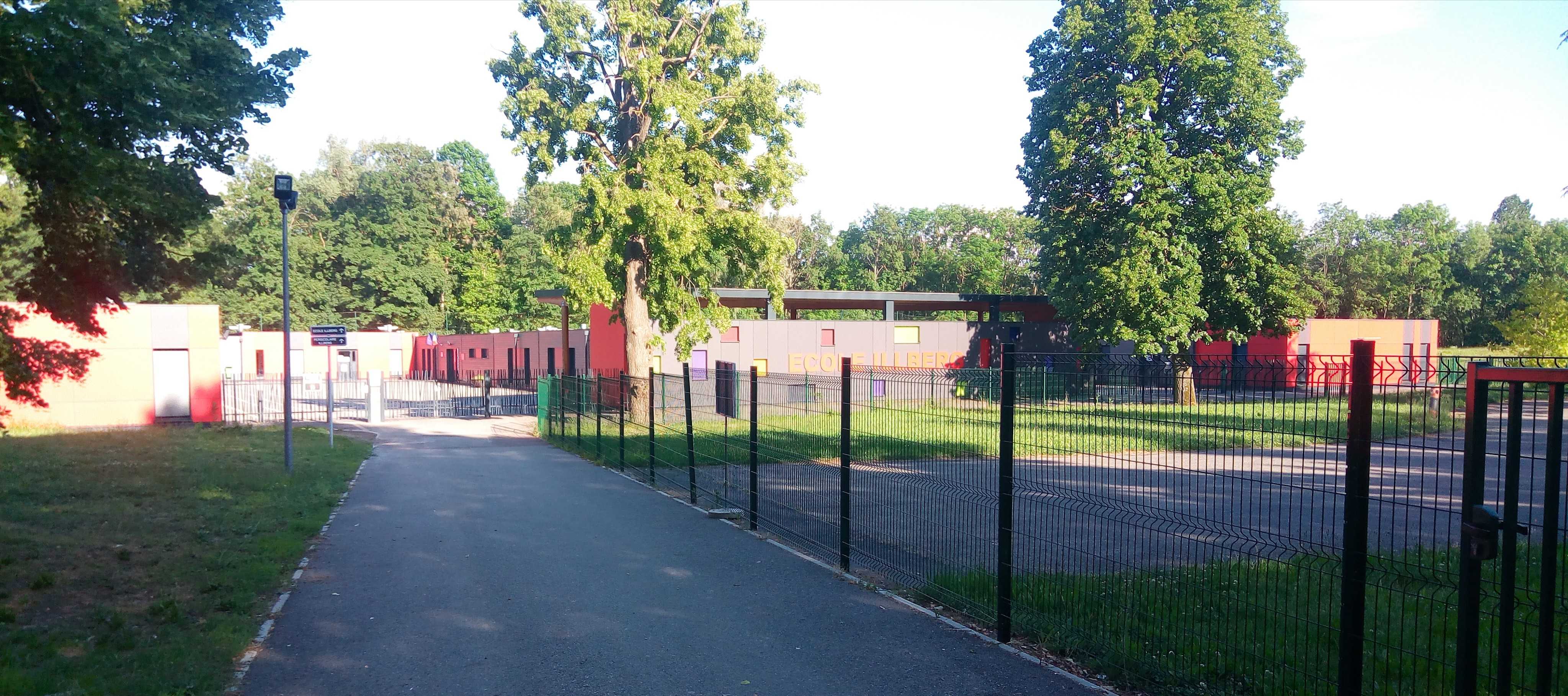
Le site de l'école.
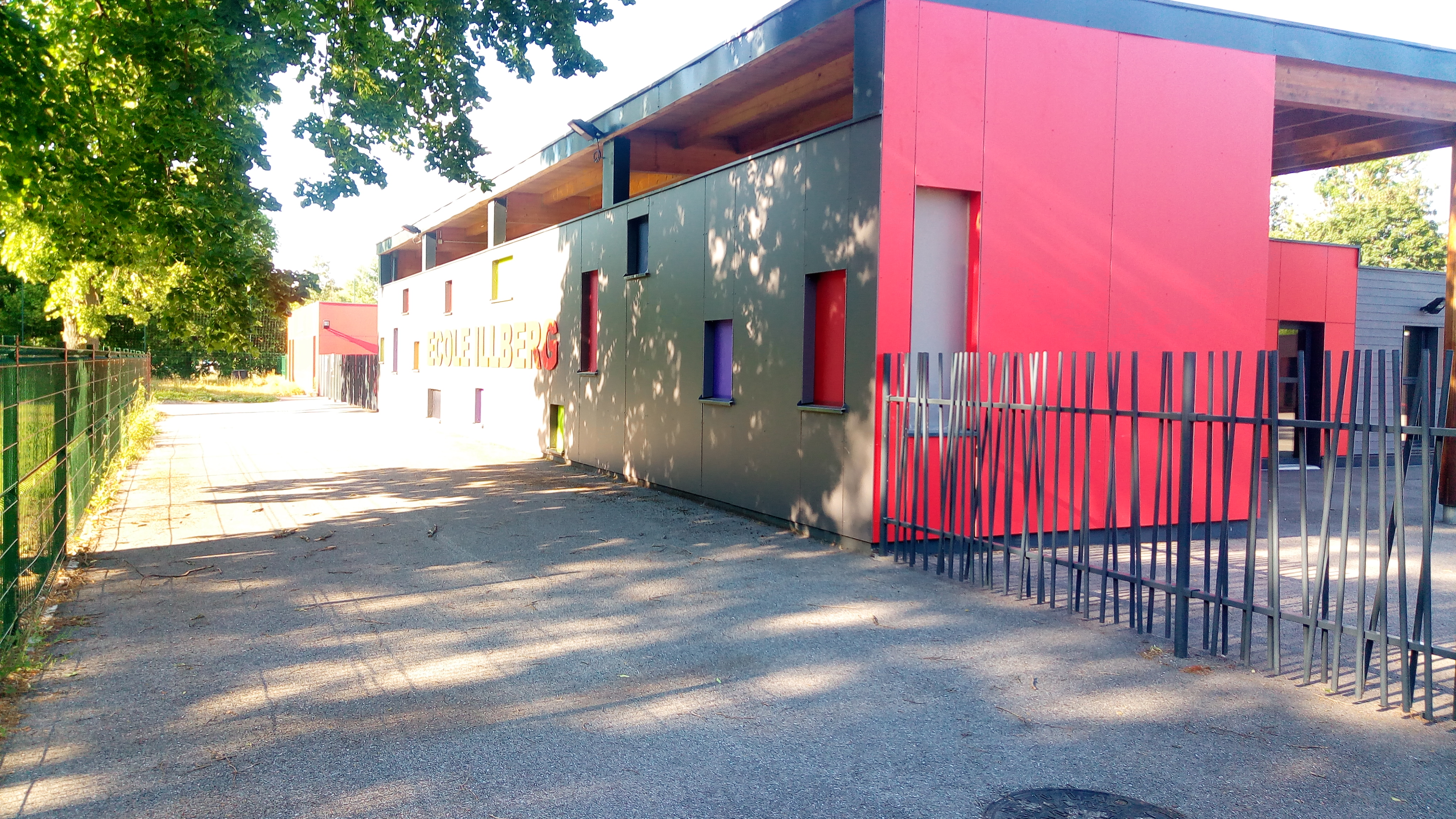
Entrée de l'école.
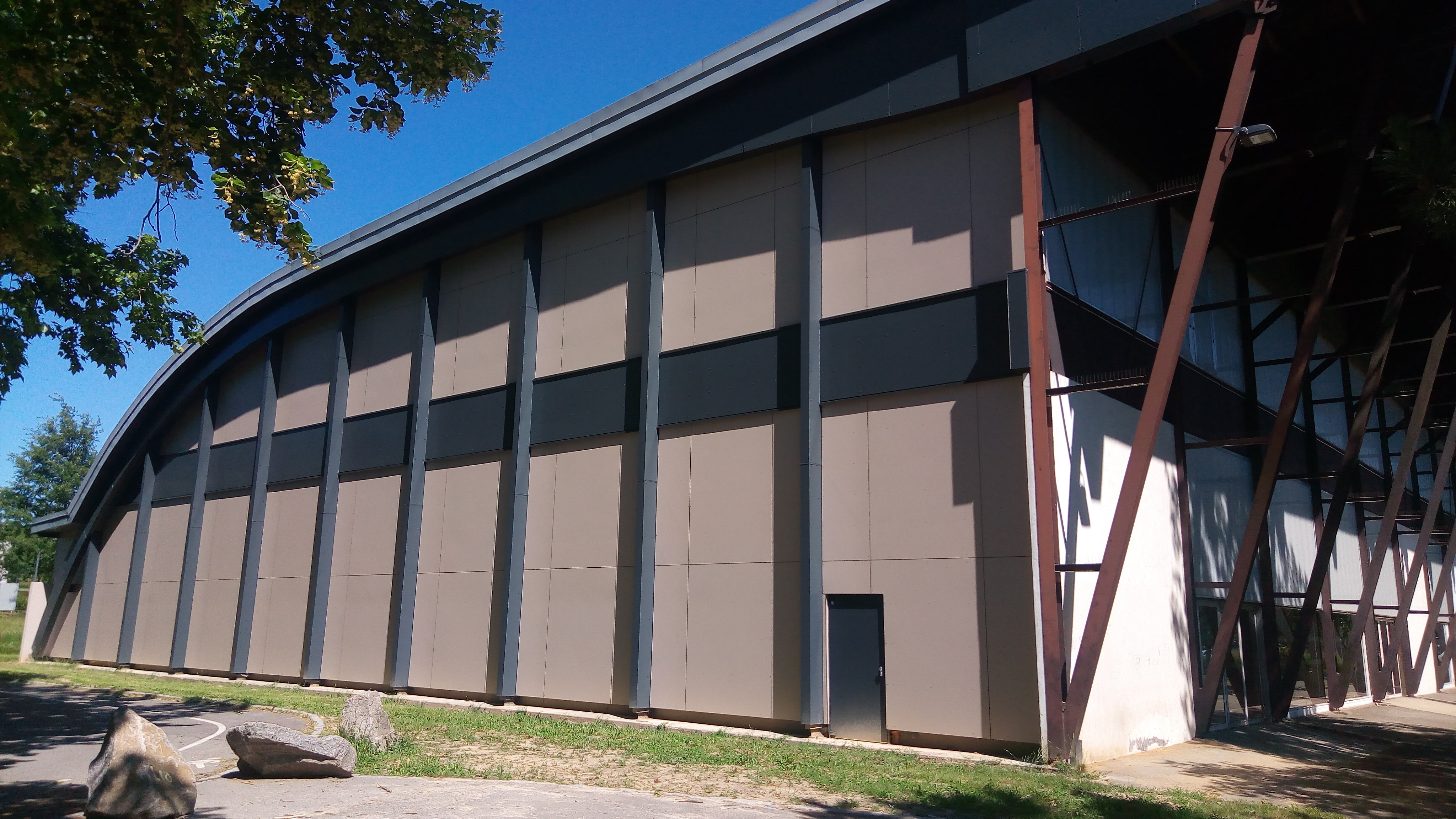
Le gymnase universitaire vu depuis l'école.
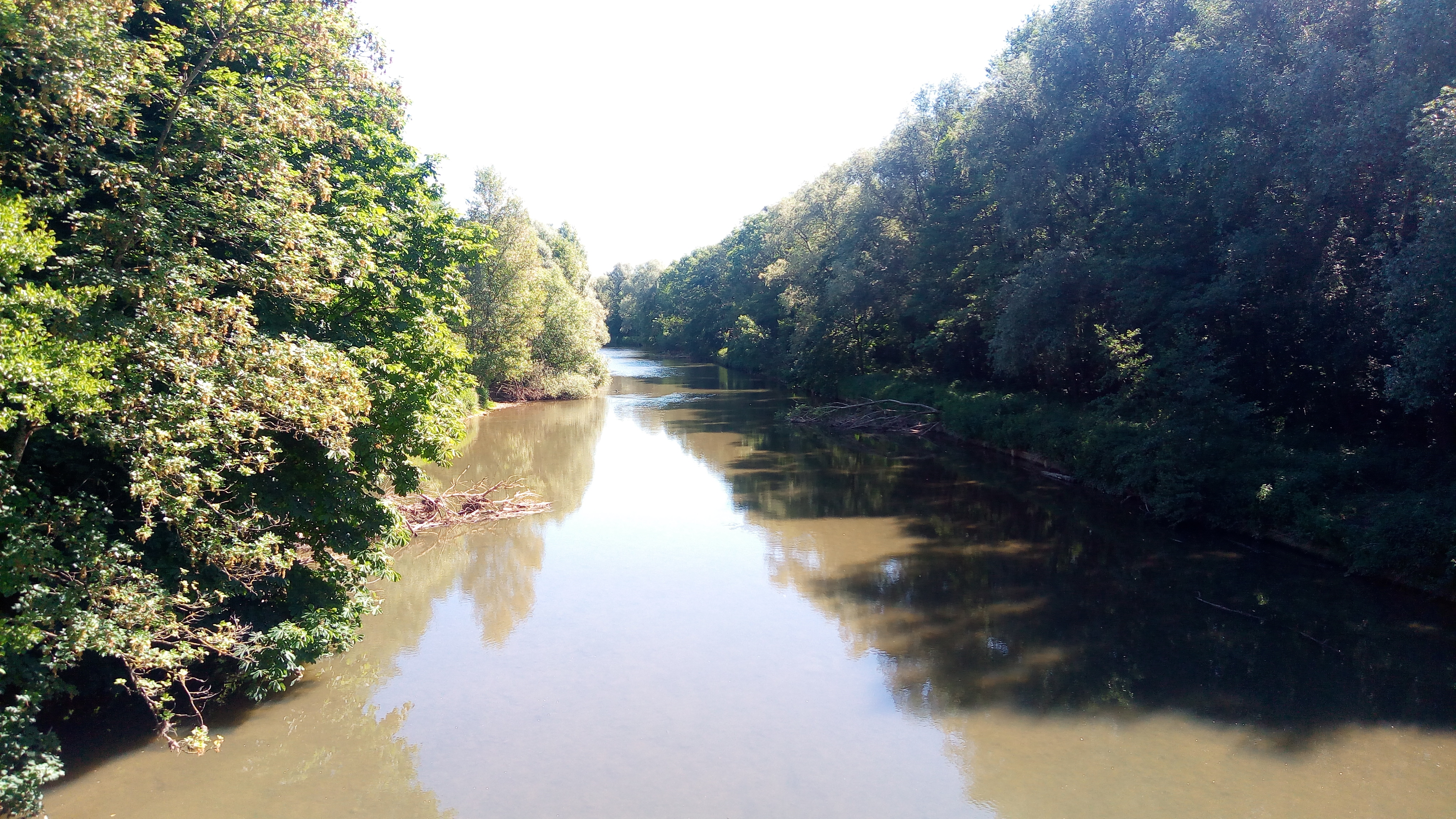
L'Ill derrière l'école.
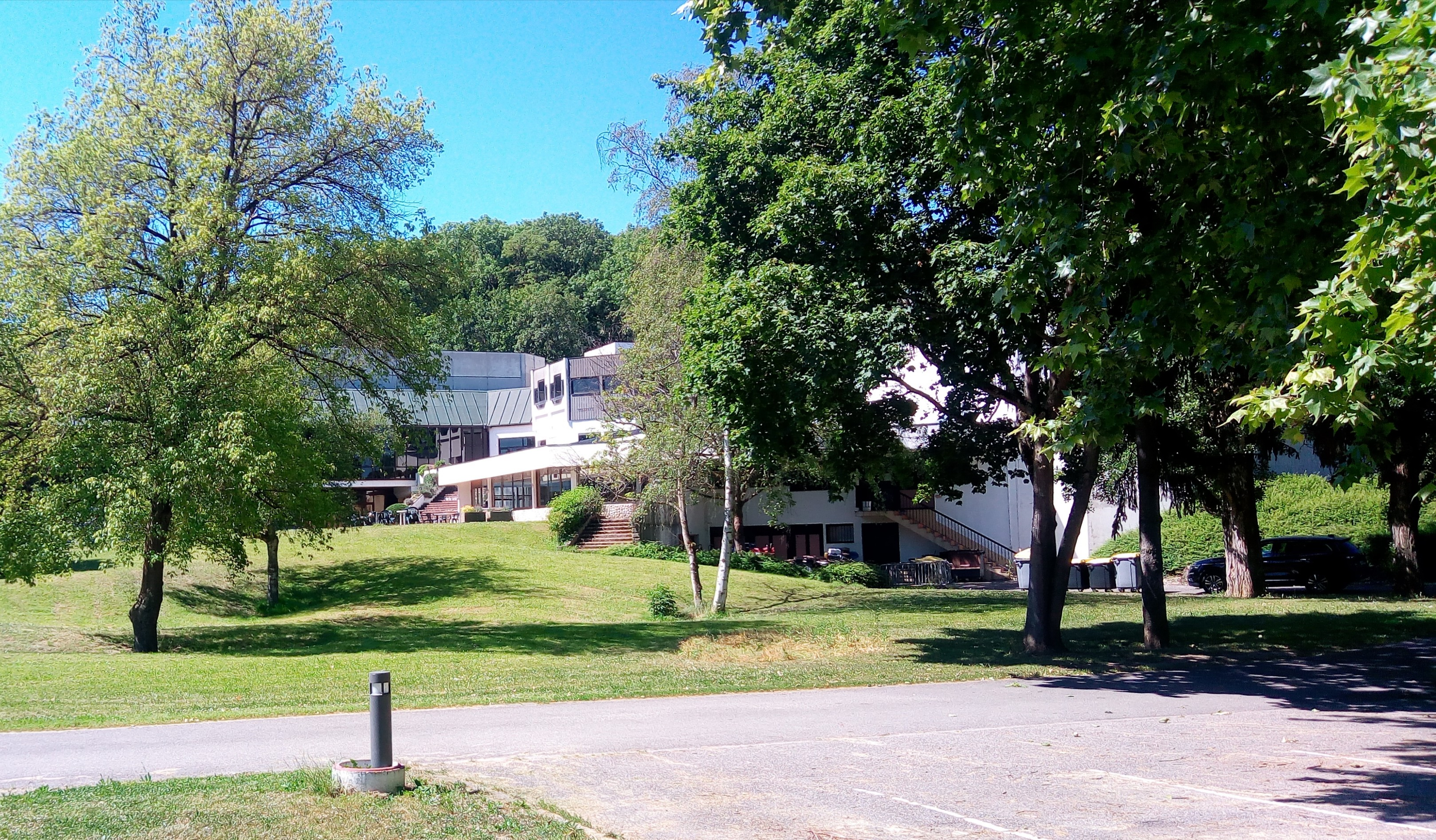
Centre sportif régional vu depuis l'école.
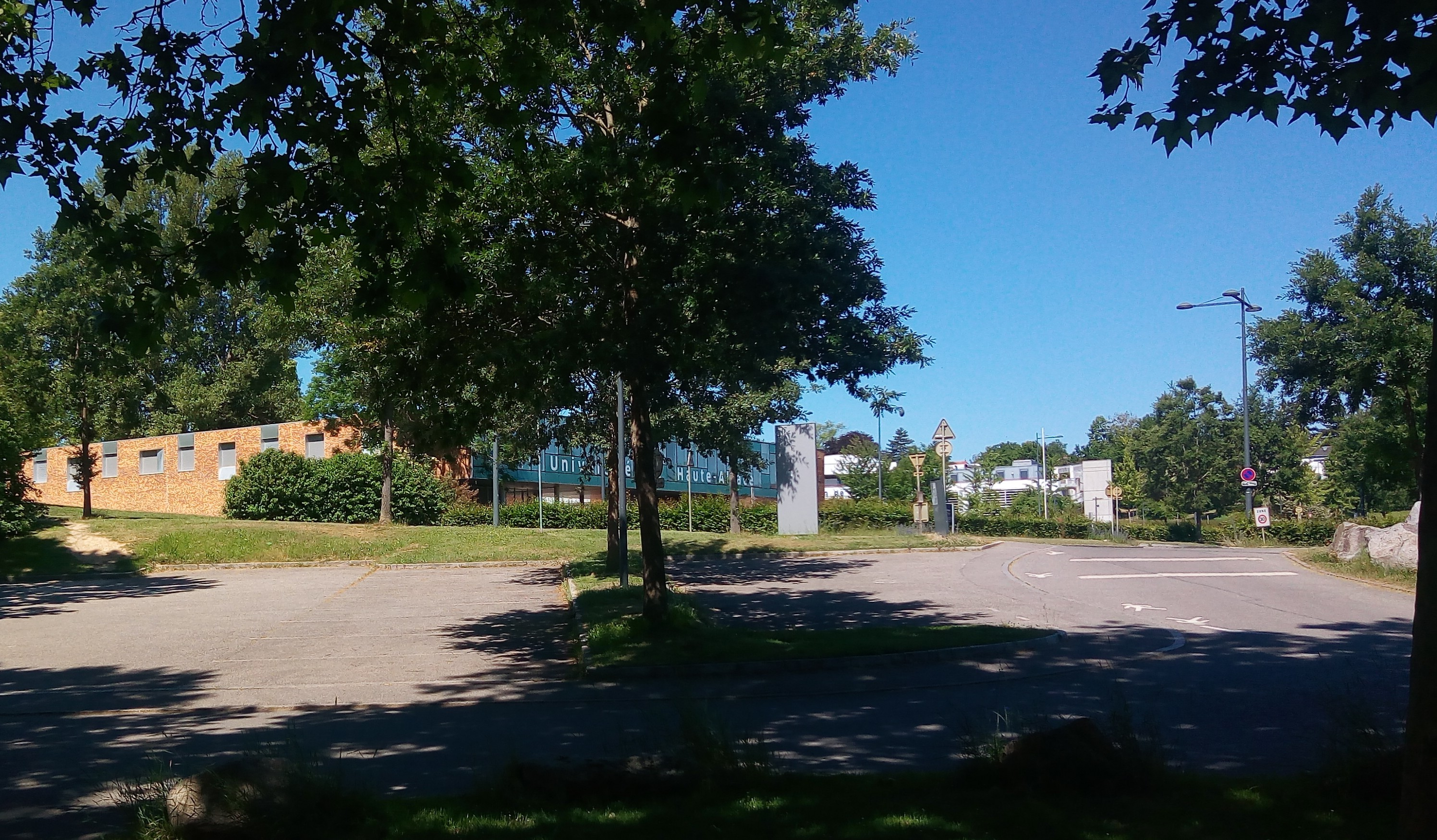
Campus universitaire vu depuis l'école.

## Contexte

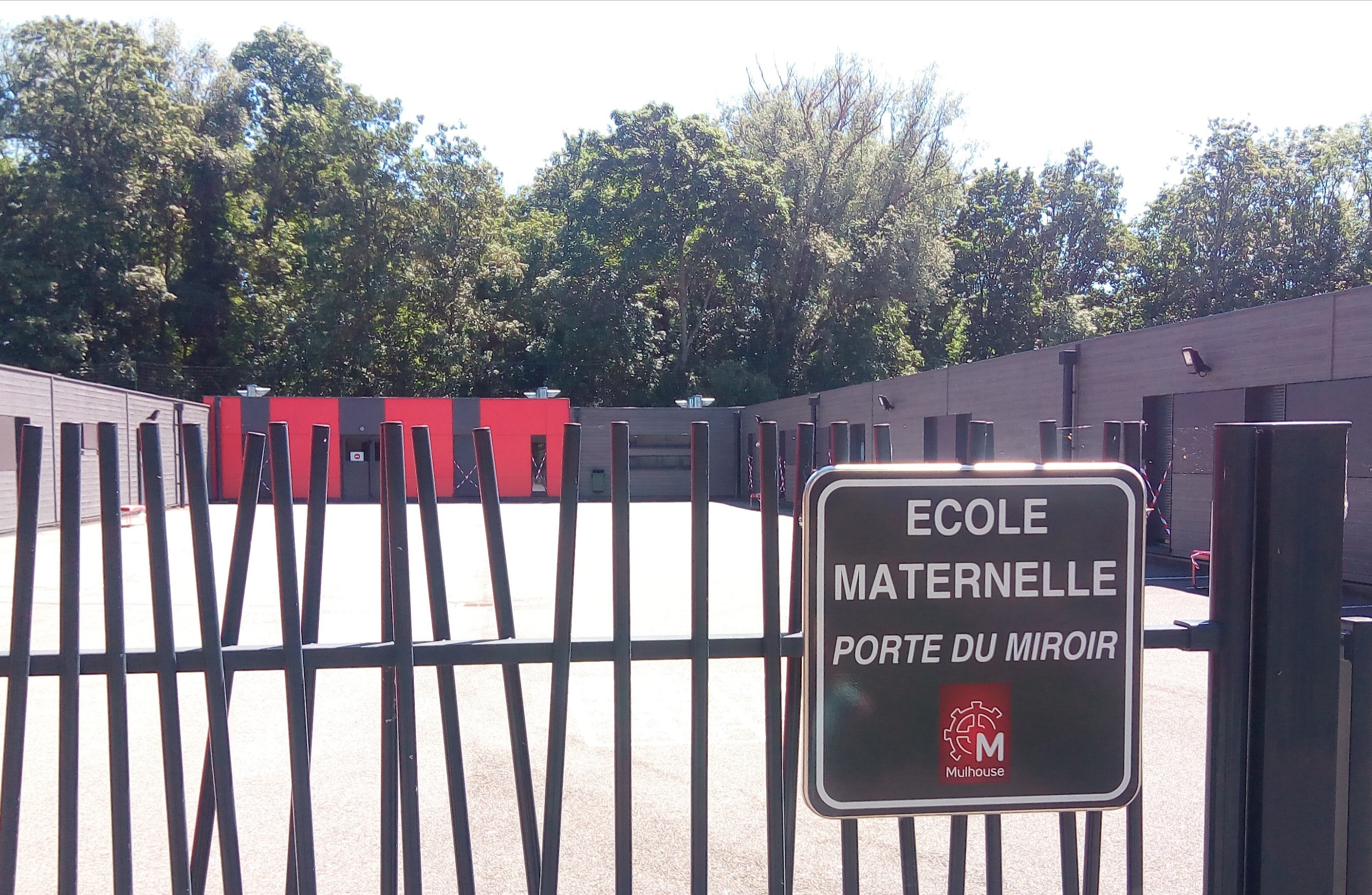
L'école maternelle Porte du Miroir occupait les locaux de l'école Illberg qui faisait office d'école-relais jusqu'en 2019.

La région mulhousienne, proche des frontières suisse et allemande, connait depuis des décennies d'importants flux de populations issues tant de l'international que d'autres régions de France. Ces flux croissent encore fortement. Il s'agit souvent de familles attirées par les emplois frontaliers et qui choisissent de vivre dans l'agglomération. Une partie arrive pour travailler de manière temporaire tandis que pour d'autres l'installation est plus durable. Très souvent leurs enfants ont commencé à apprendre l'anglais dans leur pays ou région d'origine et ils ne retrouvent pas de continuité en Alsace. En effet, en Alsace et en Moselle, l'apprentissage de l'allemand, au minimum sous forme renforcée, au lieu de l'anglais est généralisé à l'école primaire ce qui pose des difficultés pour des enfants de passage ou arrivant dans la région en cours de scolarité. Le quartier Haut-Poirier accueille également le campus de l'Illberg et donc les chercheurs et enseignants-chercheurs qui y travaillent et qui font largement usage de l'anglais.
Pouvoir scolariser les enfants des nouveaux arrivants de la manière la plus adaptée possible est important pour une ville en matière d'attractivité. Ainsi la ville de Bâle voisine dispose de nombreuses écoles bilingue allemand/anglais tandis que Strasbourg propose également des écoles publiques avec des parcours bilingues français-anglais comme l'école primaire internationale Robert Schuman, l'école élémentaire du conseil des XV, l'école maternelle Vauban ou encore un parcours anglophone au sein de l'école européenne de Strasbourg.
Face à ces constats un projet d'école nouvelle a été élaboré entre l'Éducation nationale et la mairie de Mulhouse. Les bâtiments de l'école qui servaient initialement d'école relais pour la rénovation d'autres établissements scolaires mulhousiens ont été libérés en 2019. La mairie de Mulhouse a alors choisi, après validation de la direction des services départementaux de l'Éducation nationale du Haut-Rhin, d'utiliser ces locaux disponibles et de créer la nouvelle école bilingue français/anglais, offre alors inexistante dans le département.

## Admissions
Bien que publique, l'école est désectorisée, ce qui signifie qu'elle n'est pas soumise à la carte scolaire. Les admissions se font donc sur dossiers étudiés lors d'une commission réunissant les responsables pédagogiques et des représentants de la ville de Mulhouse. Cette commission a également pour mission de garantir que le recrutement des élèves respecte une exigence de mixité sociale et que les enfants issus des quartiers populaires de la ville puissent y accéder,.
Les principaux critères de sélection sont l'environnement familial anglophone, une trajectoire familiale internationale, l'intérêt de l'enfant et de la famille avérés pour l'apprentissage de la langue anglaise ou une scolarité antérieure dans un pays anglophone ou dans une région ou un pays dans lequel l'apprentissage de l'anglais a été débuté et pour lequel la famille ne trouve pas de continuité dans la région.

## Organisation pédagogique
L'école est un groupe scolaire, aussi simplement appelée école primaire, regroupant les classes de l'école maternelle et de l'école élémentaire. L'enseignement dispensé repose sur une organisation bilingue paritaire sur le modèle un maître, deux langues, l'anglais et le français sont utilisés à volume horaire égal. Depuis la rentrée 2023, il est réparti 4 jours comme dans les autres écoles mulhousiennes. L'école dispose d'espaces dédiés au travail décloisonné et est équipée en outils numériques adaptés à l'enseignement.
Les enseignants sont recrutés après étude de leurs dossiers, suivie d'un entretien (postes à profil), en plus d'être titulaires du concours de recrutement de professeur des écoles comme tous les enseignants de l'enseignement public et privé sous contrat en France. Outre une certification en langue anglaise, des compétences en didactique et en pédagogie de l'enseignement des langues sont des points essentiels de ce recrutement.

## Périscolaire

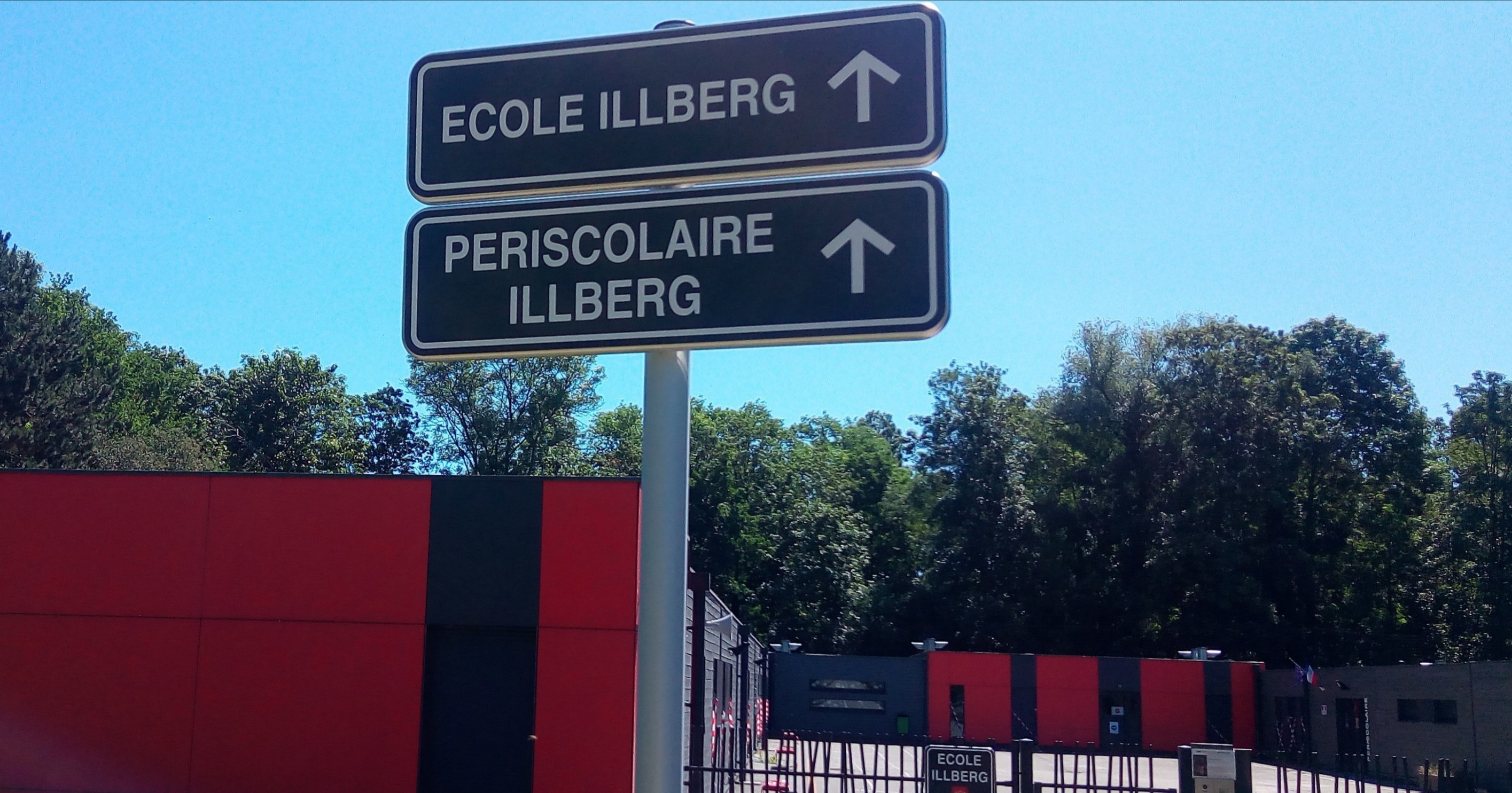
L'école et son site périscolaire.

L'école bénéficie d'un accueil périscolaire dédié avec des animateurs formés au bilinguisme. Le projet périscolaire, également bilingue, est mis en œuvre par la mairie de Mulhouse et Mulhouse Alsace Agglomération (M2A). La restauration comme les activités ont lieu sur le site même de l'école. Des services sont proposés le matin avant la classe et le soir après la classe aux parents qui travaillent ainsi que durant la pause méridienne pour la restauration. La cantine propose au choix un menu avec ou sans viande.
Compte tenu du choix fait de répartir le temps scolaire sur quatre jours et demi et d'avoir des enseignements le mercredi matin, les services périscolaires fonctionnent également le mercredi. Le mercredi après-midi un programme d'activités au choix est proposé aux enfants.